# Reddingsstrook

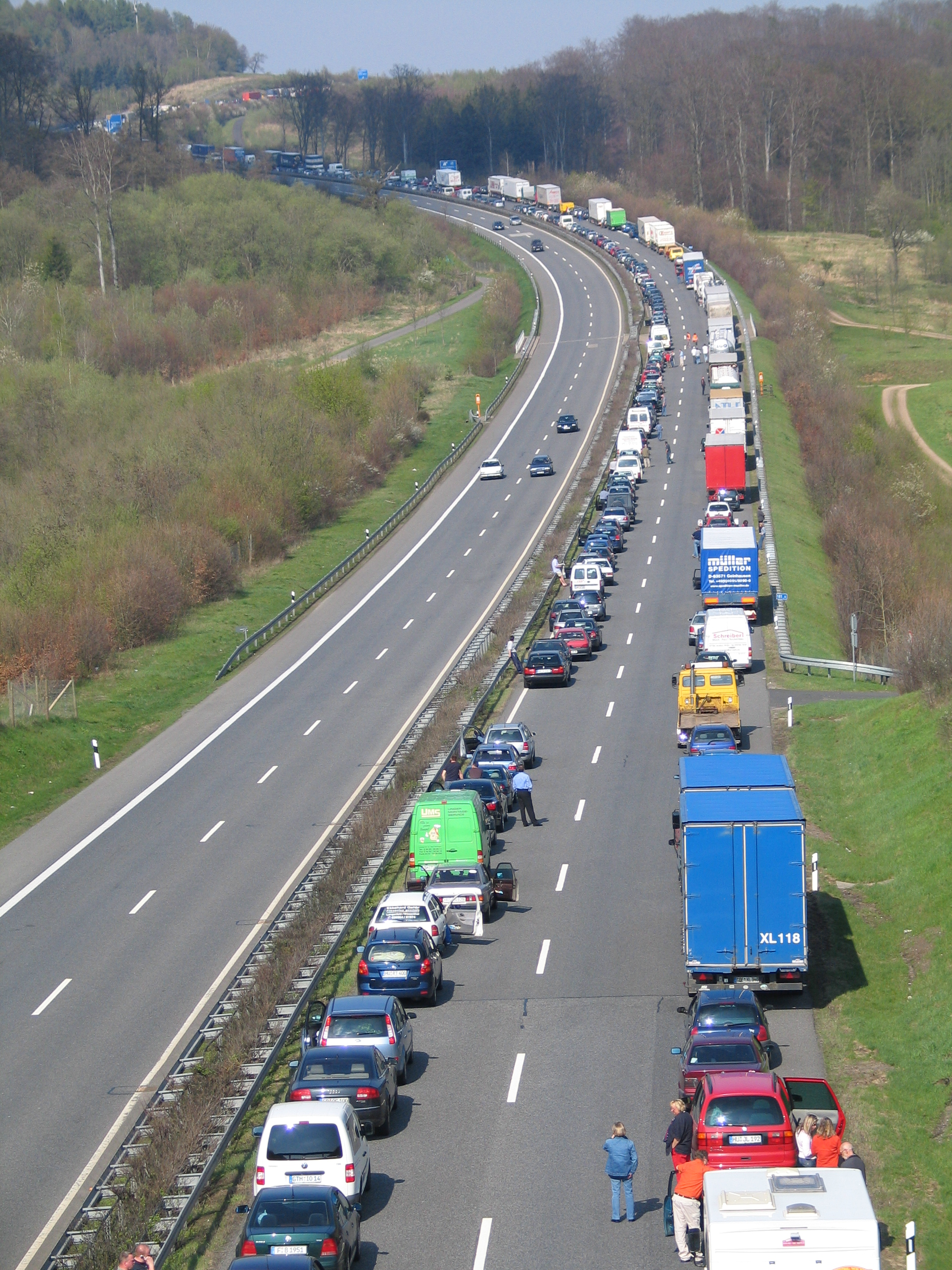
Een reddingsstrook op de Bundesautobahn 66

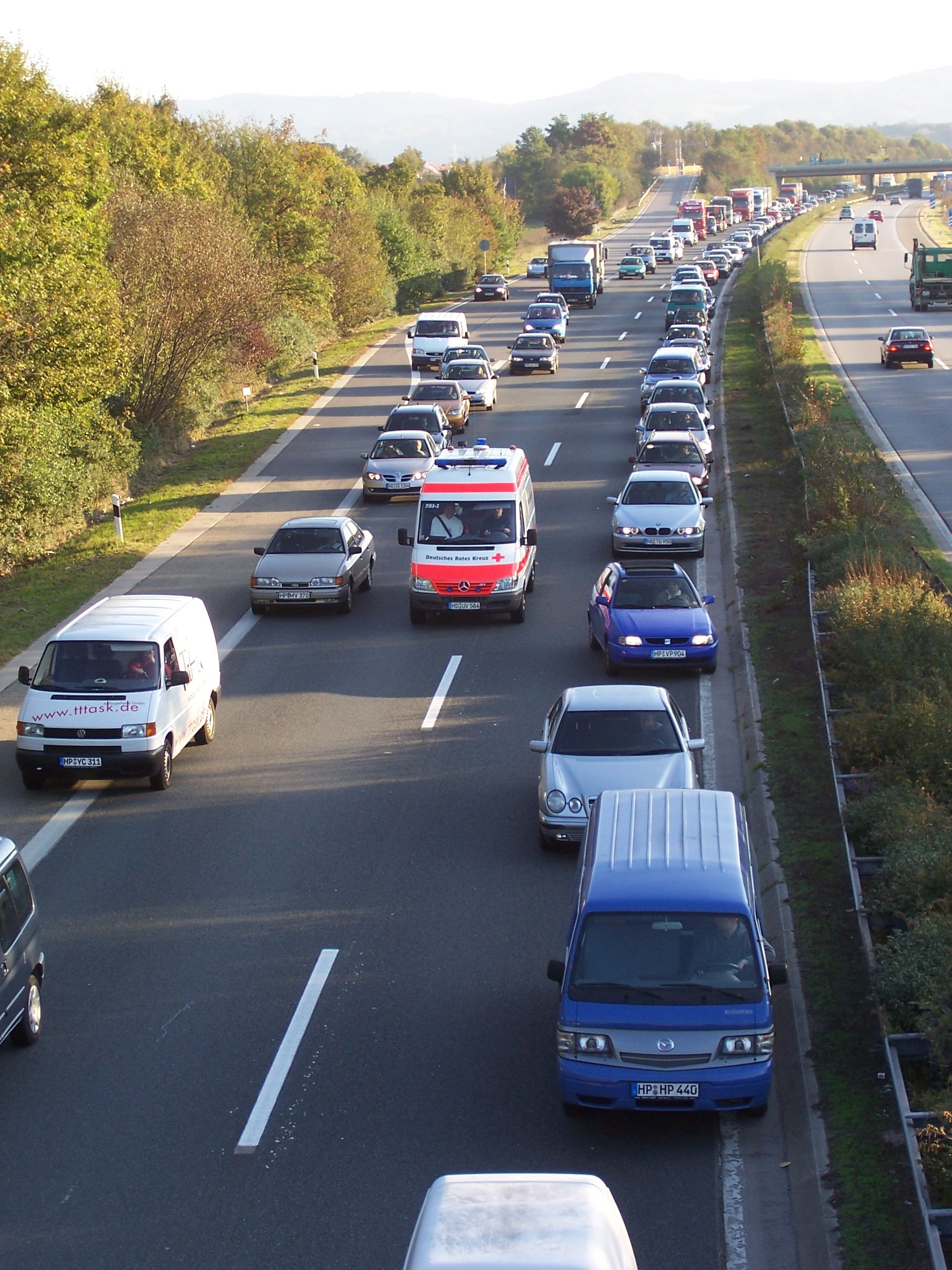
Een ambulance die door een reddingsstrook rijdt op de Bundesautobahn 659

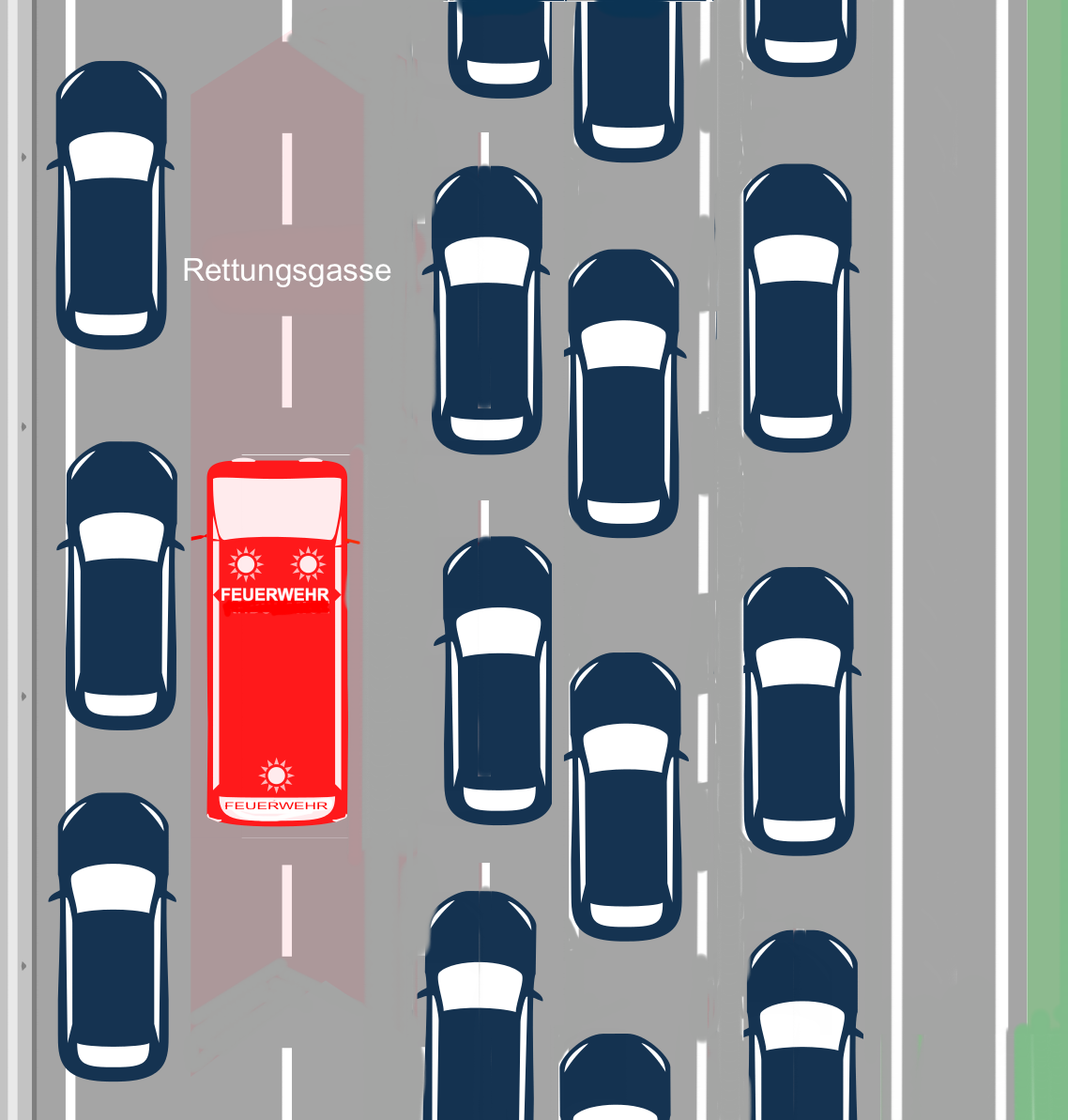
Een reddingsstrook op een rijbaan met vier rijstroken

Een reddingsstrook (Duits: Rettungsgasse, Frans: couloir de secours) is een rijstrook op een meerstrookse rijbaan die bedoeld is om een voorrangsvoertuig te laten passeren in het geval van langzaam rijdend of stilstaand verkeer. Hiervoor rijdt verkeer op de linker rijstrook zo ver mogelijk links op hun rijstrook en verkeer op de rechter rijstrook zo ver mogelijk rechts op hun rijstrook. In het geval van meer dan twee rijstroken, wordt de reddingsstrook gevormd tussen de twee linker rijstroken. In tegenstelling tot andere soorten rijstroken is de reddingsstrook niet zichtbaar in de wegmarkering.
Het vormen van een reddingsstrook kan wettelijk verplicht zijn, maar kan ook enkel als advies gelden. Soms geldt dit niet alleen voor autosnelwegen, maar ook voor wegen in de bebouwde kom. Het principe vervangt de vluchtstrook niet volledig. Zo wordt de vluchtstrook, bij aanwezigheid van een reddingsstrook, nog steeds gebruikt voor voertuigen met pech of een bergingsvoertuig.

## Ontstaan
De reddingsstrook is ontstaan als alternatief voor het gebruik van de vluchtstrook door voorrangsvoertuigen. Op de vluchtstrook kunnen namelijk brokstukken liggen of auto's met pech staan. Ook komt het voor dat er geen vluchtstrook is (bv. ter hoogte van brugpijlers) of dat deze wordt onderbroken door bijvoorbeeld toe- en afritten, wat een andere reden is voor het invoeren van de reddingsstrook.

## Gebruik
In onderstaande landen worden reddingsstroken gebruikt. Deze tabel is voor het laatst bijgewerkt op 22 juli 2025. De kolom "Gebruik motoren" vertelt of motoren gebruik mogen maken van de reddingsstrook, indien ze geen voorrangsvoertuig hinderen.
| Land          | Verplicht/Advies | Invoering         | Geldt op ... met minstens twee rijstroken per richting | Gebruik motoren |
| ------------- | ---------------- | ----------------- | ------------------------------------------------------ | --------------- |
| België        | Verplicht        | 1 oktober 2020    | alle wegen                                             | Ja              |
| Duitsland     | Verplicht        | januari 1992      | alle wegen buiten de bebouwde kom                      | Nee             |
| Hongarije     | Verplicht        | 1 januari 2012    | alle wegen                                             | Nee             |
| Kroatië       | Verplicht        | 30 juli 2022      | alle wegen                                             | ?               |
| Liechtenstein | Verplicht        | 1 januari 2021    | alle snelwegen                                         | Nee             |
| Litouwen      | Verplicht        | 1 januari 2022    | alle wegen (t.g.v. een ongeval)                        | ?               |
| Luxemburg     | Verplicht        | ?                 | alle wegen                                             | Nee             |
| Oostenrijk    | Verplicht        | 1 januari 2012    | alle wegen                                             | Nee             |
| Polen         | Verplicht        | ca. december 2019 | alle wegen (t.g.v. een ongeval)                        | Nee             |
| Slovenië      | Verplicht        | ?                 | alle snelwegen                                         | ?               |
| Slowakije     | Verplicht        | 1 april 2020      | alle wegen                                             | Nee             |
| Tsjechië      | Verplicht        | januari 2005      | alle wegen                                             | Nee             |
| Zwitserland   | Verplicht        | 1 januari 2021    | alle snelwegen (ook binnen bbk)                        | Nee             |

### België
In België werd de reddingsstrook ingevoerd op 1 oktober 2020. De Belgische wetgeving spreekt in het Frans van een "couloir de secours".

### Nederland
In Nederland zijn de vluchtstroken breed genoeg om voorrangsvoertuigen te laten passeren. Enkel aan het einde van de A30 bij Barneveld wordt een reddingsstrook gebruikt, wegens het gebrek aan een vluchtstrook. Dit wordt aangegeven met verkeersborden.